# Trappistinnenkloster Santa Ana (Ávila)
Das Trappistinnenkloster Santa Ana in Ávila ist ein Nonnenkloster des Zisterzienserordens strengerer Observanz. 
Im 13. Jahrhundert gab es in der Nähe von Ávila an dem Fluss Adaja ein Kloster unter dem Patrozinium des Heiligen Clemens (San Clemente). Im Jahr 1331 machte der damalige Bischof von Ávila eine Schenkung um den Nonnen des zerstörten Klosters San Clemente eine neue Unterkunft zu schaffen. Es wurde der Gebäudekomplex gebaut, der heute als Real Monasterio de Santa Ana (Ávila) bekannt ist. Die Klostergemeinschaft wurde im 16. Jahrhundert, auch durch die Aufnahme anderer Klöster größer. Die Gebäude wurden deswegen vollkommen umgebaut und erweitert.  Während der Zeit der Desamortisation in Spanien in der ersten Hälfte des 19. Jahrhunderts war die Anzahl der Nonnen noch so groß, dass das Kloster nicht aufgelöst wurde. Die Enteignung eines großen Teils des Landbesitzes führte aber dazu, dass kaum Mittel für den Unterhalt des Gebäudes aufgebracht werden konnten.   1954 wurde der Konvent in den Trappistenorden (O.C.S.O.) inkorporiert. Der Gebäudekomplex des Monasterio de Santa Ana war im Verhältnis zu der Zahl der Nonnen erheblich zu groß und konnte von der Gemeinschaft nicht angemessen unterhalten werden. Daher wurde ein neues Klostergebäude außerhalb der Stadt Ávila geplant.
Im Juni 1976 konnte der Grundstein für ein neues Kloster gelegt werden. Im Oktober 1978 wurde das neue Klostergebäude bezogen. Dabei fanden zahlreich Kunstwerke aus dem alten Klostergebäude eine neue Verwendung. Es wurden aber auch die sterblichen Überreste der Ehrwürdigen Dienerin Gottes María Vela y Cueto umgebettet. Die 1561 geborene christliche Mystikerin war von 1576 bis zu ihrem Tod am 25. September 1617 in dem Kloster und wurde nicht im Kreuzgang, sondern in der Kapelle Unserer Lieben Frau von Sonsoles beigesetzt. Das ehemalige Klostergebäude wurde 1982 zum Bien de Interés Cultural erklärt, 1985 von der Autonomen Gemeinschaft von Kastilien und León gekauft und säkularisiert. 
2014 starb die langjährige Äbtissin Pilar Cubillo Pérez nach 74 Klosterjahren (* 1923, eingetreten 1940, Profess 1945, Äbtissin 1968–1998).